# Sanne Salomonsen (1985-album)
Sanne Salomonsen er det tredje studiealbum fra den danske sangerinde Sanne Salomonsen. Albummet udkom i 1985 på Virgin. Det var hendes første album på kontrakt med selskabet, som hun var tilknyttet indtil musical-albummet Evita (2001). Hovedparten af musikken var skrevet af Sanne Salomonsen, mens teksterne var skrevet af artister som Anne Linnet, Alberte Winding, og Claus Flygare. Albummet udkom samme år i en international udgave med en blanding af de originale danskesprogede sange, og engelske oversættelser.

## Spor
| 1. | "Ud af mørket"     | Claus Flygare       | Sanne Salomonsen             | 4:16 |
| 2. | "Kød og blod"      | Flygare             | Henrik Janson, Mats Ronander | 4:04 |
| 3. | "Tosset"           | Berit Grane Poulsen | Salomonsen                   | 5:04 |
| 4. | "Øst for paradis"  | Alberte Winding     | Salomonsen                   | 3:54 |
| 5. | "Når vi er sammen" | Anne Linnet         | Salomonsen                   | 4:02 |
| 6. | "Du ved vi ku'"    | Linnet              | Billy Cross                  | 4:41 |
| 7. | "Letsindig"        | Linnet              | Salomonsen                   | 5:37 |
| 8. | "Fuldt ud"         | A. Winding          | Kasper Winding               | 3:00 |
| 9. | "Nat efter nat"    | Linnet              | Salomonsen                   | 3:29 |

| 10. | "Out of the Darkness" | Flygare, Ronander (engelsk tekst)     | Salomonsen       |  |
| 11. | "Flesh 'n' Blood"     | Ronander, Nestor Geli (engelsk tekst) | Janson, Ronander |  |
| 12. | "I Must Be in Love"   | Cross                                 | Cross            |  |
| 13. | "Loose Lover"         | Linnet, Geli (engelsk tekst)          | Salomonsen       |  |

| 1. | "Out of the Darkness" | Flygare, Ronander (engelsk tekst)     | Salomonsen       |      |
| 2. | "Flesh 'N Blood"      | Ronander, Nestor Geli (engelsk tekst) | Janson, Ronander |      |
| 3. | "Tosset"              | Berit Grane Poulsen                   | Salomonsen       | 5:04 |
| 4. | "Øst for paradis"     | Alberte Winding                       | Salomonsen       | 3:54 |
| 5. | "Når vi er sammen"    | Anne Linnet                           | Salomonsen       | 4:02 |
| 6. | "I Must Be in Love"   | Cross                                 | Cross            |      |
| 7. | "Loose Lover"         | Linnet, Geli (engelsk tekst)          | Salomonsen       |      |
| 8. | "Fuldt ud"            | A. Winding                            | Kasper Winding   | 3:00 |
| 9. | "Nat efter nat"       | Linnet                                | Salomonsen       | 3:29 |